# Loreakopf
De Loreakopf is een 2471 meter hoge bergtop in de Lechtaler Alpen in de Oostenrijkse deelstaat Tirol.
De top is te bereiken vanaf Fernstein (948 meter) bij de Fernpas via de Loreahütte (2018 meter).